# Bez dachu i praw
Bez dachu i praw (fr. Sans toit ni loi) – francuski film drogi z 1985 roku w reżyserii i według scenariusza Agnès Vardy.

## Fabuła
Film opowiada losy młodej kobiety, Mony (Sandrine Bonnaire), idącej poboczem drogi, ukrywającej się przed policją i próbującej złapać podwózkę. Mona niegdyś była sekretarką w Paryżu, ale nie była zadowolona ze swego sposobu życia i wybrała się na tułaczkę po Francji bez zobowiązań. Jej stan pogarsza się, aż w końcu Mona upada i zamarza w rowie na śmierć.

## Produkcja
Zdjęcia kręcono na terenie francuskich departamentów Gard (m.in. Nîmes), Hérault (m.in. Saint-Aunès) i Delta Rodanu (Saint-Étienne-du-Grès, Boulbon).

## Nagrody
| Rok  | Festiwal                                              | Nagroda           | Laureat           | Źródło      |
| ---- | ----------------------------------------------------- | ----------------- | ----------------- | ----------- |
| 1985 | 42. Międzynarodowy Festiwal Filmowy w Wenecji         | Złoty Lew         | Agnès Varda       | [ 3 ]       |
| 1985 | 42. Międzynarodowy Festiwal Filmowy w Wenecji         | Nagroda FIPRESCI  | Agnès Varda       | [ 3 ]       |
| 1985 | 42. Międzynarodowy Festiwal Filmowy w Wenecji         | Nagroda OCIC      | Agnès Varda       | [ 3 ]       |
| 1986 | Cezary                                                | Najlepsza aktorka | Sandrine Bonnaire | [ 4 ] [ 5 ] |
| 1986 | Nagrody Stowarzyszenia Krytyków Filmowych Los Angeles | Najlepsza aktorka | Sandrine Bonnaire | [ 6 ]       |